# 兩性化
兩性化指的是一個人同時擁有男性化和女性化兩性特徵的現象，他或者是沒有性別特性的價值觀，或者是傾向於與自身性別相反的特徵。兩性化結合了行為上的雌雄同體和生理上的雌雄同體。
生物學上的陰陽人即是兩性化的一個例證，因为這類人生理上既不能說是純粹的男性也不能說是純粹的女性，而他一般也將自己定位於男女性之間，或乾脆沒有性別。

## 貝姆性別角色里量表
貝姆性別角色量表（BSRI）是早期的測量一個人是否兩性化的方法，現在仍然廣泛使用著，基於該量表，人類的性別可以分為男性化、女性化、雙性化和未分化。
根據製作該量表的桑德拉·貝姆，擁有兩性化特征的男性和女性比純粹的男女性更靈活，思想也更健康。
| 性別角色 | 性別角色 | 女性特徵 | 女性特徵 |
| 性別角色 | 性別角色 | 高       | 低       |
| -------- | -------- | -------- | -------- |
| 男性特徵 | 高       | 雙性化   | 男性化   |
| 男性特徵 | 低       | 女性化   | 未分化   |

## 心理學中研究
在大學一個樣本中，發現有30%的學生都是兩性化，此調查顯示兩性化者擁有更多機會和更高意願接受高等教育。作為兩性化的人，他們更易適應環境的變化和時代潮流，社會化的過程不但比較順利，融入並貢獻社會的意願也更高。對於家長而言，他們應該強調生物上的性只是用來生產之用，並延遲性別定型對兒童的影響。
但在普羅大眾實際的感受裡，兩性化的女性似乎比男性更得好感與認同。主流社會對『女漢子』多所褒揚，相對之下讚賞『好好先生』的聲音就少得多。在兩性關係裡，異性戀男性對兩性化女性的接受度明顯高於異性戀女性之於兩性化男性；相較於兩性化男性，異性戀女性更傾向選擇傳統特徵男性為伴侶。此外，兩性化男性因為較不具有傳統特徵男性對女性的掌控慾（一種厭女表徵），因此更可能承受女性主動解除關係的困擾，長久下來在兩性關係裡承受較大的壓力。

## 外部連結
- Androgyny: study and collection of articles （页面存档备份，存于）
- Androgyne Online
- Neutrois （页面存档备份，存于） people who identify as being non-gendered
- Sandra Bem and androgyny
- The Two-Spirit Tradition
- YouTube上的Video displaying male androgyny